# Schönwalde (Meclemburgo-Pomerânia Ocidental)
Schönwalde é um município da Alemanha localizado no distrito de Pomerânia Ocidental-Greifswald, estado de Meclemburgo-Pomerânia Ocidental.
Pertence ao Amt de Uecker-Randow-Tal.